# Elia Barceló
Elia Barceló (Elda, Alicante, España, 29 de enero de 1957) es una escritora española, considerada una de las tres voces femeninas más importantes dentro de la ciencia ficción en Iberoamérica junto con la argentina Angélica Gorodischer y la cubana Daína Chaviano.

## Trayectoria profesional
Estudió Filología Anglogermánica en la ciudad de Valencia en 1979 y Filología Hispánica en las universidades de Alicante e Innsbruck, Austria, obteniendo el doctorado en esta última en 1995. Desde 1981 reside en Austria, donde es profesora de literatura hispánica en la Universidad de Innsbruck.
Se la considera una de las escritoras más importantes, en lengua castellana, del género de la ciencia ficción, junto con la argentina Angélica Gorodischer y la cubana Daína Chaviano. Las tres forman la llamada "trinidad femenina de la ciencia-ficción en Hispanoamérica".  Además de ciencia ficción ha escrito obras realistas, destinadas a público juvenil, etc.
Parte de su obra ha sido traducida a más de 18 lenguas, entre ellas, al alemán, al francés, al italiano, al catalán y al neerlandés. 
Fue socia de honor de la ya desaparecida Nocte, la Asociación Española de Escritores de Terror.

## Premios
- Premio Ignotus al mejor cuento de ciencia ficción en 1991[6]
- Premio TP de oro de literatura juvenil en 1997 y 2006
- Premio Internacional de novela corta de ciencia ficción de la Universidad Politécnica de Cataluña (Premio UPC) 1993.[7]
- Premio Gabriel a la labor de una vida en 2007.[8]
- Premio Celsius en 2014
- Premio Ignotus al mejor cuento en 2018
- Premio Edebé de literatura infantil y juvenil.[9]
- Premio Nacional de Literatura Infantil y Juvenil (España) en 2020
- Premio Costa Blanca 2021 de Alicante Noir.[10]
- Golem de Honor 2021 (Golem Fest).[11]

## Obras más destacadas
- Sagrada. Ediciones B, Barcelona, 1989.
- Consecuencias Naturales. Madrid, 1994.
- El mundo de Yarek, premio UPC 1993, Barcelona, 1994. Editorial Lengua de Trapo   .
- El caso del Artista Cruel, premio Edebé, 1998.
- La mano de Fatma, 2001.
- El vuelo del hipogrifo, 2002. Editorial Lengua de Trapo.
- El caso del crimen de la ópera, 2002.
- El secreto del orfebre, 2003. Editorial Lengua de Trapo.
- Si un día vuelves a Brasil, 2003. Alba Editorial.
- Disfraces terribles. Barcelona, 2004. Editorial Lengua de Trapo.
- El contrincante, 2004.
- Cordeluna, Premio Edebé de Literatura Infantil y Juvenil, 2007.
- Corazón de Tango, 2007. Ed. 451 Editores.
- El almacén de las palabras terribles, Zaragoza: Edelvives, 2007.
- Caballeros de Malta, 2007. Edebé-Periscopio.
- La roca de Is, 2010, Edebé-Edición Nómadas.
- Las largas sombras, 2009. Ediciones Ámbar (reed. Roca, 2018)
- Anima mundi, 2013. Ediciones Destino.
- Por ti daré mi vida, 2015. Edebé.
- La Maga y otros cuentos crueles, 2015. Cazador de ratas.
- El color del silencio, 2017, ed. Roca.[12][13]
- El eco de la piel, 2019, ed. Roca.
- El efecto Frankenstein, 2019, ed. Edebé. Premio juvenil de literatura.
- La noche de plata, 2020, Roca Editorial.
- Muerte en Santa Rita, 2021, Roca Editorial.[14]
- Amores que matan, 2023, Roca Editorial.[15]
- El síndrome Frankenstein, 2023, Edebé.
- La soga de cristal, 2024, Roca Editorial.
- Cita con la muerte, 2025 Roca Editorial.[16]

## Participación en libros colectivos
- Bleak House Inn. Diez huéspedes en casa de Dickens. Cuentos de Pilar Adón, Elia Barceló, Oscar Esquivias, Marc Gual, César Mallorquí, Ismael Martínez Biurrun, Elena Medel, Francesc Miralles, Daniel Sánchez Pardos y Marian Womack. Edición y epílogo de Care Santos. Madrid: Fábulas de Albión, 2012
- Mañana todavía. Doce distopías para el siglo XXI. Editor: Ricard Ruiz Garzón. Autores: Juan Miguel Aguilera, Elia Barceló, Emilio Bueso, Laura Gallego, Rodolfo Martínez, José María Merino, Rosa Montero, Juan Jacinto Muñoz Rengel, Javier Negrete, Félix J. Palma, Marc Pastor y Susana Vallejo. Fantascy: 2014.
- 666. Edición de Carmen Jiménez. Autoras: Elia Barceló, Cristina Cerrada, Marta Sanz, Pilar Adón, Esther García Llovet y Susana Vallejo. Sub Urbano, 2014.
- Hombres (y algunas mujeres). Edición de Rosa Montero. Autoras: Elia Barceló, Nuria Barrios, Espido Freire, Nuria Labari, Vanessa Montfort, Lara Moreno, Claudia Piñeiro, Marta Sanz, Elvira Sastre, Karla Suárez y Clara Usón. Zenda, 2019.